# Rruffita
La rruffita és un mineral de la classe dels fosfats, que pertany al grup de la brandtita. Rep el nom pel projecte Rruff, el qual al seu torn va rebre el nom del gat de Michael Scott: Rruff.

## Característiques
La rruffita és un arsenat de fórmula química Ca₂Cu(AsO₄)₂·2H₂O. Va ser aprovada com a espècie vàlida per l'Associació Mineralògica Internacional l'any 2010. Cristal·litza en el sistema monoclínic. La seva duresa a l'escala de Mohs és 3.
Segons la classificació de Nickel-Strunz, la rruffita pertany a «08.CG - Fosfats sense anions addicionals, amb H₂O, amb cations de mida mitjana i gran, RO₄:H₂O = 1:1» juntament amb els següents minerals: cassidyita, col·linsita, fairfieldita, gaitita, messelita, parabrandtita, talmessita, hillita, brandtita, roselita, wendwilsonita, zincroselita, ferrilotharmeyerita, lotharmeyerita, mawbyita, mounanaïta, thometzekita, tsumcorita, cobaltlotharmeyerita, cabalzarita, krettnichita, cobalttsumcorita, niquellotharmeyerita, manganlotharmeyerita, schneebergita, niquelschneebergita, gartrellita, helmutwinklerita, zincgartrel·lita, rappoldita, fosfogartrel·lita, lukrahnita, pottsita i niqueltalmessita.

## Formació i jaciments
Va ser descoberta a la mina Maria Catalina, situada al districte de Pampa Larga, a la província de Copiapó (Regió d'Atacama, Xile). També ha estat descrita a la propera mina Jota, dins el mateix districte, així com a les mines La Amorosa i Cueva de la Guerra Antigua, totes dues situades a Vilafermosa, a la província de Castelló (País Valencià). Aquests indrets són els únics de tot el planeta on ha estat descrita aquesta espècie mineral.